# Oocysta
Oocysta (množné číslo: oocysty, z řečtiny oos, vejce a cysta, močový měchýř) je mikroskopicky viditelné vývojové stadium jednobuněčných alveolátních organismů (Apicomplexa).
V závislosti na typu sporulace obsahuje určitý počet sporocyst, které obsahují určitý počet sporozoitů. Například v rodu Eimeria jsou to 4 sporocysty, z nichž každý obsahuje 2 sporozoity. Oocysty rodů Isospora nebo Toxoplasma obsahují sporocysty a sporozoity v inverzním poměru, tj. 2 sporocysty se 4 sporozoity. Po dozrání oocyst (sporulaci) uvolněné sporozoity aktivně invazují jaderné hostitelské buňky a rozmnožují se.